# Peçanha
Peçanha là một đô thị thuộc bang Minas Gerais, Brasil. Đô thị này có diện tích 995,699 km², dân số năm 2007 là 17157 người, mật độ 17,1 người/km².